# Lạc Hồng (xã)
Lạc Hồng là một xã thuộc huyện Văn Lâm, tỉnh Hưng Yên, Việt Nam.

## Địa lý
Xã Lạc Hồng nằm ở phía nam huyện Văn Lâm, cách trung tâm Hà Nội 22 km về phía đông nam, có vị trí địa lý:
- Phía đông giáp xã Minh Hải
- Phía đông nam giáp huyện Yên Mỹ
- Phía tây và phía nam giáp xã Trưng Trắc
- Phía bắc giáp xã Đình Dù.

Xã Lạc Hồng có diện tích 5,23 km², dân số năm 2019 là 13.061 người, mật độ dân số đạt 2.498 người/km².

## Hành chính
Xã Lạc Hồng được chia thành 7 thôn: Phạm Kham, Hồng Thái, Bình Minh, Minh Hải, Quang Trung, Hồng Cầu, Nhạc Miễu (thôn Miếu).

## Lịch sử
Trước đây, Lạc Hồng là một xã thuộc huyện Mỹ Văn.
Ngày 24 tháng 7 năm 1999, Chính phủ ban hành Nghị định 60/1999/NĐ-CP về việc chia huyện Mỹ Văn thành 3 huyện: Mỹ Hào, Văn Lâm và Yên Mỹ. Xã Lạc Hồng trực thuộc huyện Văn Lâm.
Ngày 31 tháng 7 năm 2020, Bộ Xây dựng ban hành Quyết định 1005/QĐ-BXD công nhận khu vực phát triển đô thị trung tâm huyện Văn Lâm (gồm thị trấn Như Quỳnh và 5 xã: Đình Dù, Lạc Đạo, Lạc Hồng, Tân Quang, Trưng Trắc) được công nhận là đô thị loại IV.

## Văn hóa
Chùa Pháp Vân tọa lạc ở xã Lạc Hồng, huyện Văn Lâm. Chùa được xây dựng từ đời Trần (đầu thế kỷ XIV) theo kiểu nội công ngoại quốc và đã được trùng tu nhiều lần. Chùa thờ Phật và Tứ Pháp (Pháp Vân, Pháp Vũ, Pháp Lôi, Pháp Điện). Hiện nay chùa còn giữ được các bức trạm khắc bằng gỗ rất tinh tế hình rồng, nhạc công, thiếu nữ dâng hoa, người đỡ trụ,... tiêu biểu cho nghệ thuật chạm khắc gỗ thế kỷ XIV.

## Giao thông
Xã Lạc Hồng nằm bên Quốc lộ 5 Hà Nội đi Hải Phòng và tỉnh lộ 206 chạy qua, là điều kiện rất thuận lợi trong phát triển kinh tế. Một phần khu công nghiệp Phố Nối A nằm trên địa bàn xã tạo việc làm cho người dân và thúc đẩy cơ cấu lao động theo hướng công nghiệp, thương mại, dịch vụ,... Một số hộ có nhà trọ cho công nhân thuê có thu nhập khá, cũng do nằm sát khu công nghiệp nên việc kinh doanh, buôn bán cũng hết sức thuận lợi.